# Ferdinand Albrecht 1. af Braunschweig-Wolfenbüttel-Bevern
Ferdinand Albrecht 1. af Braunschweig-Wolfenbüttel-Bevern (født 22. maj 1636 i Braunschweig; død 23. april 1687 i Bevern) var hertug af Braunschweig-Wolfenbüttel-Bevern. Han tilhørte Huset Welf.

Ferdinand Albrecht 1. blev far til Ferdinand Albrecht 2. af Braunschweig-Wolfenbüttel og farfar til Juliane Marie af Braunschweig-Wolfenbüttel, der som dronning af Danmark-Norge blev den anden gemalinde til Frederik 5. af Danmark-Norge. Hun blev også mor til Arveprins Frederik af Danmark-Norge og farmor til Christian 8. af Danmark (konge af Norge i 1814 som 'Christian Frederik'). 